# Großsteingräber bei Neutestorf
Die Großsteingräber bei Neutestorf sind zwei megalithische Grabanlagen der jungsteinzeitlichen Trichterbecherkultur bei Neutestorf, einem Ortsteil von Wangels im Kreis Ostholstein in Schleswig-Holstein. Sie tragen die Sprockhoff-Nummern 270 und 271. Grab 2 wurde 1933 von Manfred von Abercron archäologisch untersucht.

## Lage
Die Gräber befinden sich etwa 1 km nördlich von Neutestorf, östlich der Straße nach Hansühn auf einem Feld. Grab 1 liegt 80 m nördlich von Grab 2. In der näheren Umgebung gibt es mehrere weitere Großsteingräber: 400 m nördlich liegt das Großsteingrab Hansühn 1, 1,3 km nordöstlich das Großsteingrab Testorf und 1,9 km nordnordöstlich das Großsteingrab Hansühn 2. Die Gräber befinden sich auf landwirtschaftlicher Nutzfläche, umgeben von Inseln aus Bäumen und Sträuchern. Sie sind nicht durch Wege erschlossen. 

## Beschreibung

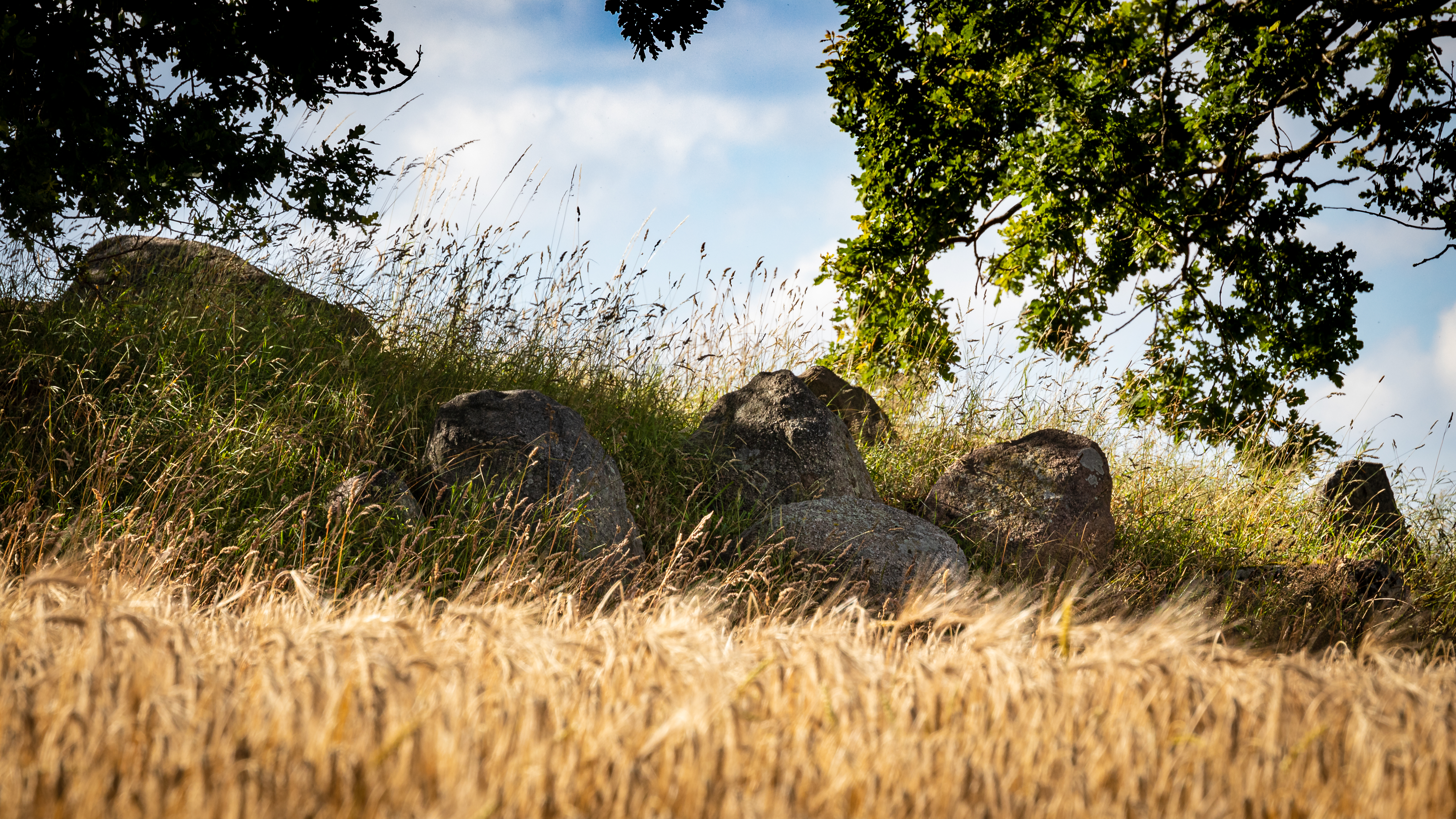
Grab 1 (2020)

### Grab 1

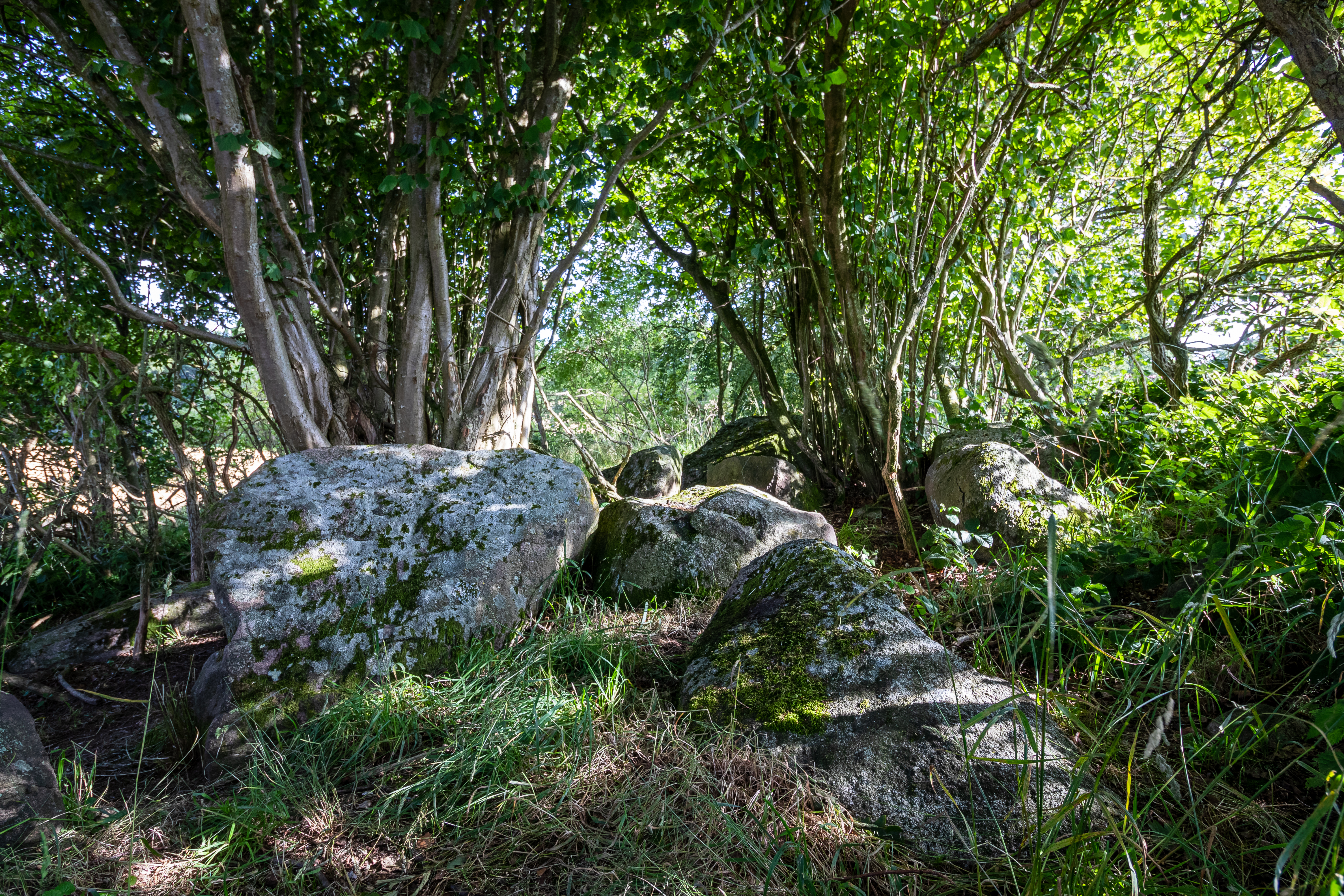
Grab 2 (2020)

Die Anlage besitzt ein nordost-südwestlich orientiertes Hünenbett mit einer ursprünglichen Länge von vielleicht 16 m und einer Breite von 7 m. Die Hügelschüttung ist heute zu einer Länge von 18 m und einer Breite von 10 m auseinandergeflossen. Die meisten Umfassungssteine scheinen noch erhalten zu sein, sie sind aber fast alle umgeworfen oder verlagert und es ist nicht auszuschließen, dass es sich bei einigen Steinen um modern hierher verbrachte Lesesteine handelt. In der Mitte des Betts befindet sich die Grabkammer, bei der es sich um ein nordost-südwestlich orientiertes Ganggrab mit einer Länge von 4 m und einer Breite von 1,5 m handelt. Sie war ursprünglich wohl vollständig von der Hügelschüttung umschlossen. Es sind zwei Wandsteine an der nordwestlichen und vier an der südöstlichen Langseite sowie je zwei Abschlusssteine an den Schmalseiten vorhanden, die alle noch in situ stehen. An der Mitte der Nordwestseite fehlen mindestens zwei Wandsteine. Von den ursprünglich wohl vier Decksteinen ist nur noch einer erhalten, der ins Innere der Kammer gestürzt ist. An der Mitte der südöstlichen Langseite befindet sich der Zugang zur Kammer. Ihm ist ein Gang mit einem Wandsteinpaar und einem verschobenen Deckstein vorgelagert. Der Gang hat eine Breite von 0,5 m.

### Grab 2
Die Anlage besitzt ein annähernd nord-südlich orientiertes Hünenbett mit einer ursprünglichen Länge zwischen 18 m und 20 m. Durch starke Störungen in moderner Zeit ist die Hügelschüttung zu einer unregelmäßigen Form von 26 m Länge und 17 m Breite auseinandergeflossen. Es sind noch zahlreiche Umfassungssteine vorhanden, die aber alle nicht mehr in situ stehen. Bei der Grabkammer handelt es sich um ein nordwest-südöstlich orientiertes Ganggrab, wohl vom Untertyp Holsteiner Kammer, mit einer Länge von etwa 6 m und einer Breite von mindestens 1,5 m. Ihr Grundriss scheint leicht trapezförmig zu sein. Das breitere Ende liegt im Südosten. Es sind noch mehrere Kammersteine erhalten, von denen die meisten aber verlagert sind und sich nicht genauer zuordnen lassen. Lediglich drei in situ stehende Steine lassen sich als Wandsteine der nordöstlichen Langseite identifizieren, ein weiterer als Wandstein der südwestlichen Langseite. Zwischen dem nördlichen und dem mittleren Stein der Nordostseite befand sich der ursprüngliche Zugang zur Kammer. Ihm ist ein Gang mit einem Wandsteinpaar vorgelagert.
In der Verfüllung der Kammer wurden 1933 zahlreiche Beigaben gefunden. Hierzu gehörten mehrere Keramikscherben mit Tiefstichverzierung sowie zwei Schmalmeißel und ein dicknackiges Beil aus Feuerstein. In einer Ecke der Kammer standen zudem vier Kugelamphoren nestartig beieinander.